# Munna kroyeri
Munna kroyeri là một loài chân đều trong họ Munnidae. Loài này được Goodsir miêu tả khoa học năm 1842.